# Pfarrkirche Werfen

Kath. Pfarrkirche hl. Jakobus der Ältere in Werfen

Die römisch-katholische Pfarrkirche Werfen steht in der Marktgemeinde Werfen im Bezirk St. Johann im Pongau im Land Salzburg. Die Pfarrkirche hl. Jakobus der Ältere gehört zum Dekanat Altenmarkt in der Erzdiözese Salzburg. Die Kirche steht unter Denkmalschutz.

## Geschichte
Eine 1282 erbaute Kirche wurde beim Ortsbrand (1309) vernichtet. Der zweite Kirchenbau aus 1404 und 1516 wurde – der Turm ausgenommen – abgetragen. Der dritte Kirchenbau wurde 1589 durch einen Brand zerstört. Von 1652 bis 1657 wurde die heutige Kirche nach den Plänen des Salzburger Hofbaumeisters Johann Baptist von Driesche erbaut. 1776 wurde der Turm erhöht. 1854 wurde die Kirche zur Pfarrkirche erhoben. Restaurierungen waren 1937, 1975 (außen), 1977.

## Architektur
Die Kirche steht erhöht auf der westlichen Hangstufe in der Marktmitte. Der schlichte Saalbau hat an der Nordostecke einen freistehenden Turm.

## Ausstattung

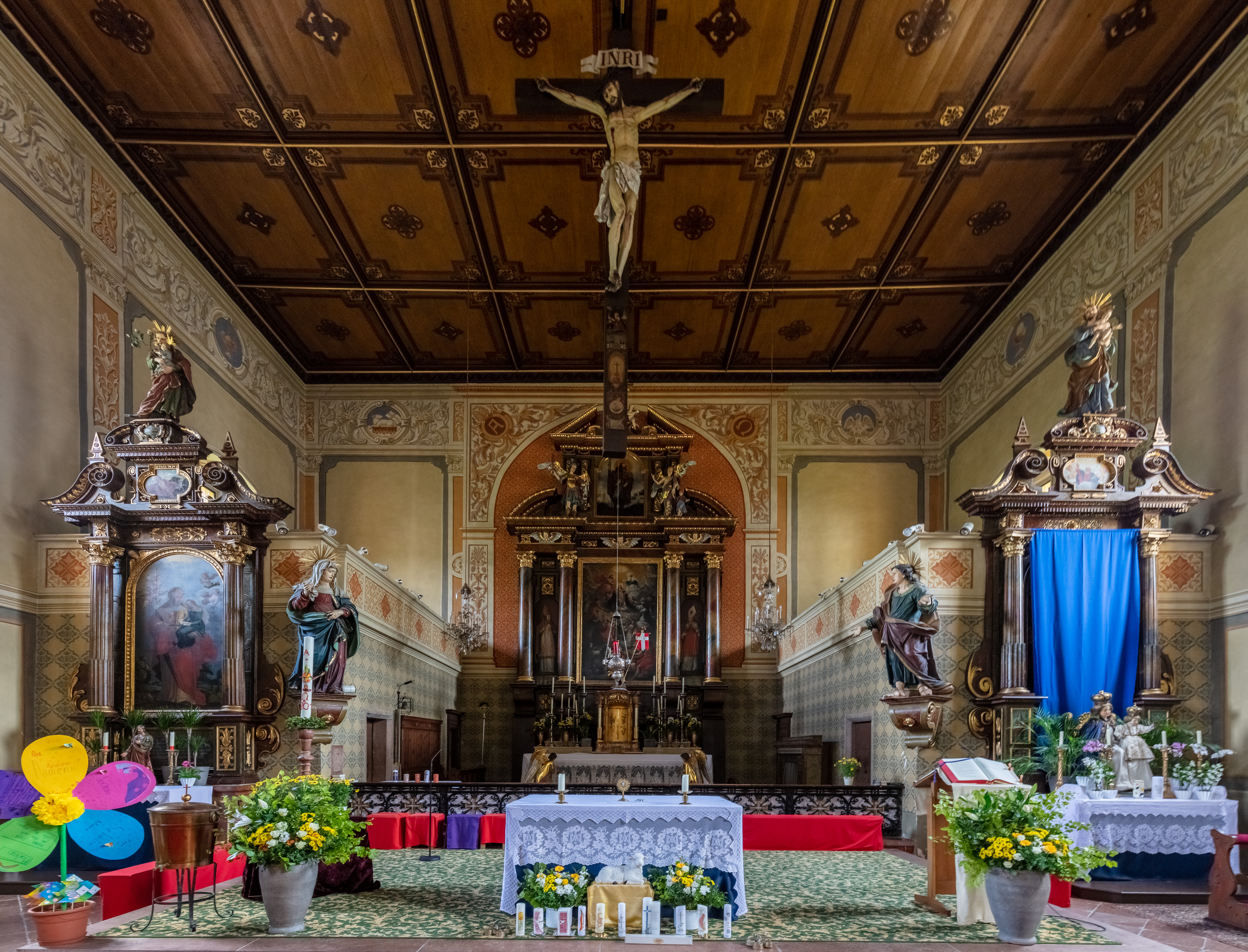
Hauptaltar

Der barocke Säulenaltar von 1622 mit einer freistehenden Mensa. Der barocke Tabernakel mit seitlichen Engeln wurde aus St. Michael/Lg hierher übertragen und 1953 aufgestellt. Der Hochaltar zeigt das Altarbild Krönung Mariens und das Oberbild Jakobus der Ältere (1622) und trägt barocke Konsolfiguren Rupert und Virgil und im Aufsatz Michael und Raphael mit Tobias (um 1760).
Die Orgel baute Ludwig Mooser (1853) mit 8 Registern und Pedal.